# Kloster Marienhaus

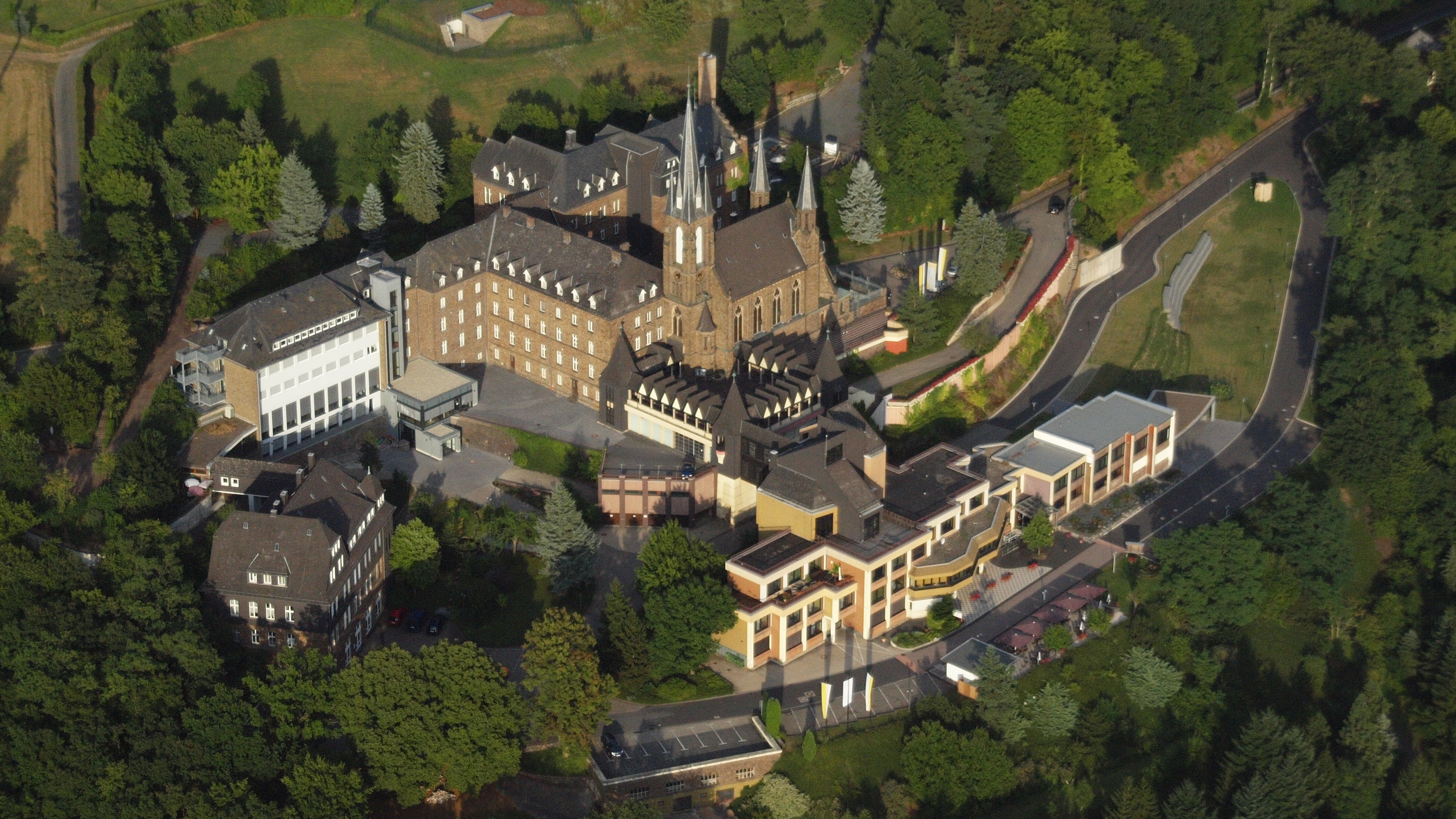
Waldbreitbach, Kloster Marienhaus

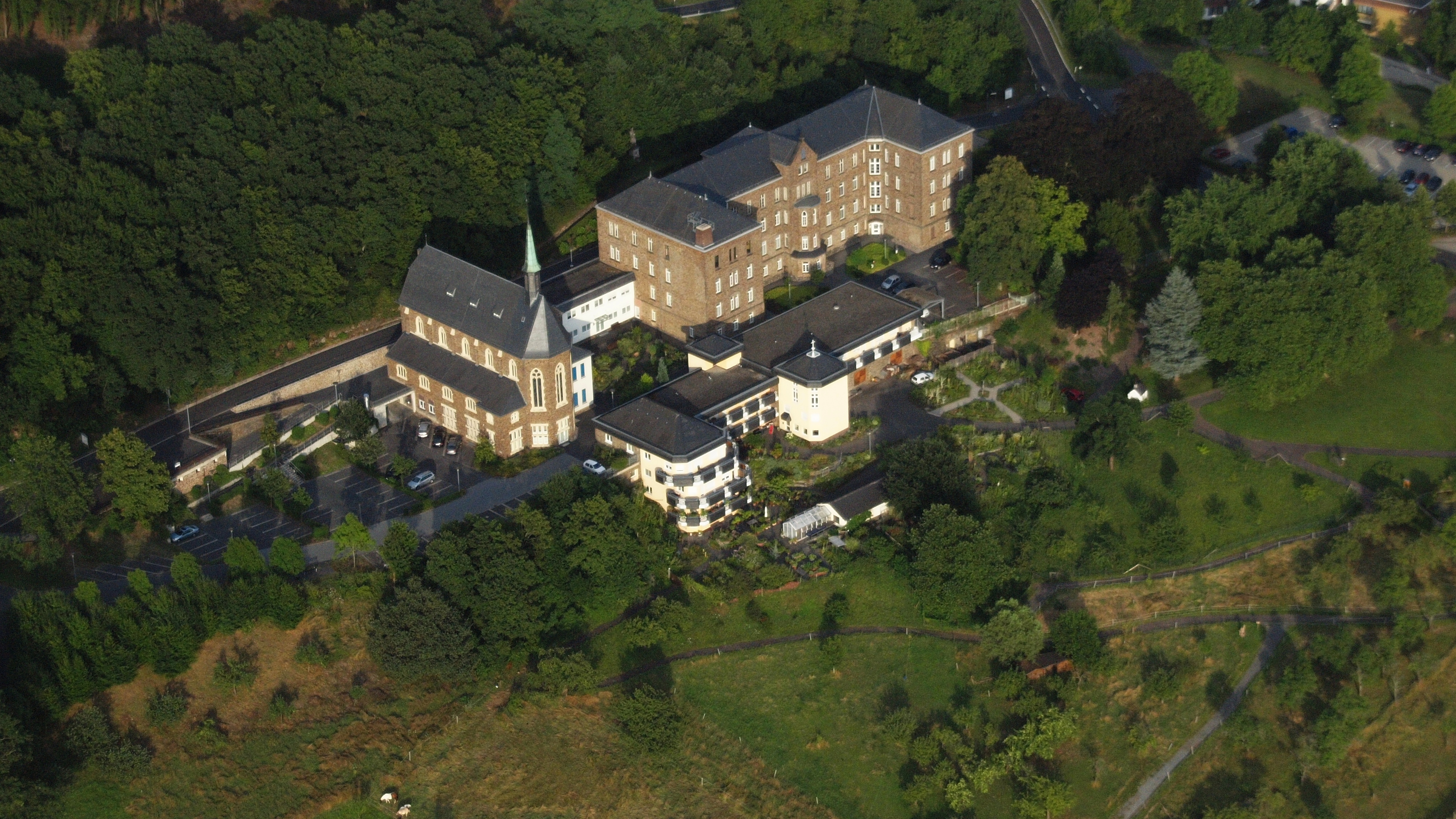
Waldbreitbach, Kloster Marienhaus, Antoniushaus

Kloster Marienhaus ist das Mutterhaus des Waldbreitbacher Ordens der Franziskanerinnen  von der allerseligsten Jungfrau Maria von den Engeln. Dieser Orden wurde 1863 von M. Rosa Flesch, einer einfachen, sozial engagierten Frau vor Ort (1826–1906), gegründet. Das Kloster liegt auf einer Anhöhe östlich der Wied gegenüber dem Hauptort der Gemeinde Hausen und westlich des Waldbreitbacher Ortsteils Glockscheid.

## Geschichte

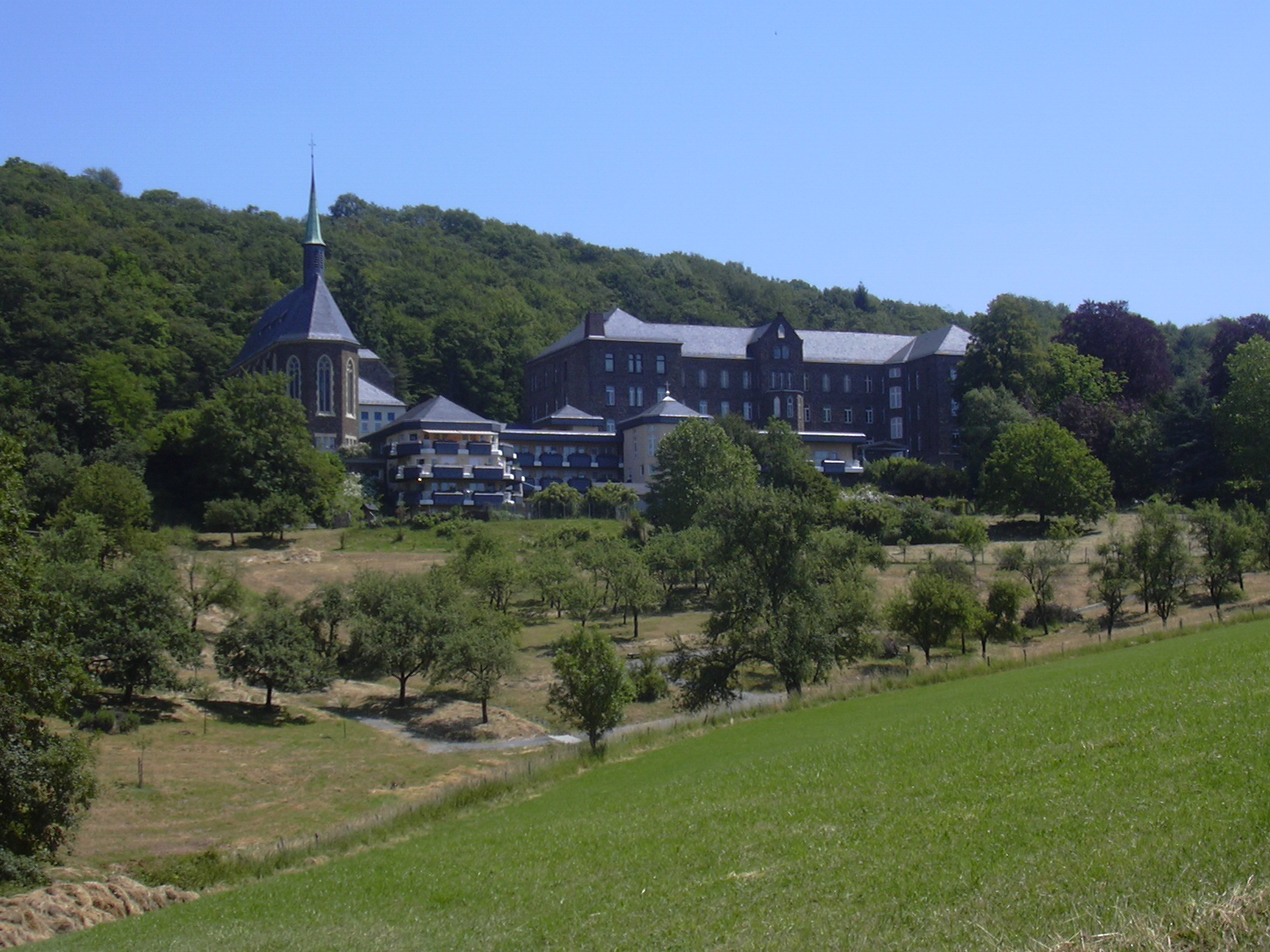
Antoniushaus und Forum Antoniuskirche (ehem. Antoniuskapelle)

Seit 1759 ist auf dem Kapellenberg ein Kreuzweg nachweisbar, den Margaretha Rosa Flesch, die Mitte des 19. Jahrhunderts mit einigen Gefährtinnen als Eremitin in der Kreuzkapelle zwischen Waldbreitbach und Hausen lebte, häufig beging. Sie kümmerte sich bereits in den Jahren vor der Ordensgründung (1863) als freiwillige Helferin und Kräuter-Heilkundige um Arme und Kranke vor Ort. 1857 kaufte sie auf dem Kapellenberg einen Acker und begann 1861 mit den Vorbereitungen zum Bau eines Wohnhauses und einer Krankenpflegestation. Am 11. November desselben Jahres war das erste Marienhaus bezugsfertig.
Nach der Ordensgründung wuchs das Betätigungsfeld von Margarethe Rosa Flesch, die seit 1869 als Mutter Rosa die Gemeinschaft als Generaloberin leitete, rasch an, erste Erweiterungen wurden vorgenommen, und bis 1878, als sie gemäß den Ordens-Statuten für eine 3-Jahres-Wahlperiode aussetzen musste, gab es schon 21 Filialen mit über 100 Ordensschwestern. Interne Differenzen führten dazu, dass Mutter Rosa als Generaloberin nach 1881 nicht wiedergewählt wurde; sie lebte fortan bis zu ihrem Tod als einfache Ordensschwester im Marienhaus. Unter ihrer Nachfolgerin, Generaloberin Agatha Simons, erhielt der Komplex auf dem Kapellenberg im Wesentlichen sein heutiges Aussehen:
- 1886–1887 wurde die Mutterhaus-Kirche durch den Düsseldorfer Architekten Caspar Clemens Pickel im neogotischen Stil gebaut. Im gleichen Jahr wurde das erste Mutterhaus, das zu klein geworden war, abgerissen und durch einen vierstöckigen Neubau ersetzt (1888 bezugsfertig). 1901 erhielt dieser Komplex einen weiteren Anbau; noch heute konstituiert er den Wohnbereich der Franziskanerinnen sowie Unterkünfte für Tagungsgäste.
- 1891 wurde das benachbarte Antoniushaus als psychiatrisches Krankenhaus (im Kaufvertrag des Areals vom 5. Oktober 1888 Irrenanstalt genannt) mit eigener Kapelle fertiggestellt. Die Klinik zog 1983 in einen Neubau an der Peripherie des Klostergeländes um, während der ursprüngliche Kranken-Trakt heute als Akademie genutzt wird.
- 2003 gestalteten die Franziskanerinnen den Außenbereich des Klosters zu einem öffentlich zugänglichen Schöpfungspfad mit Biotopen, Streuobstwiesen, Kräuter- und Bibelgarten um. Zum Besucherbereich gehören ferner ein Café-Restaurant mit Panoramaterrasse, ein Kloster- und ein Buchladen.

## Einrichtungen
Die sozialen Einrichtungen der Waldbreitbacher Franziskanerinnen unterstanden seit 1903 der zu diesem Zwecke gegründeten Marienhaus GmbH. Ende 2011 haben die Schwestern ihre Einrichtungen in die von ihnen gegründete Marienhaus Stiftung überführt. Die Marienhaus Unternehmensgruppe unterhält im 21. Jahrhundert rund 80 Krankenhäuser, Altenheime, Kinderheime, Hospize und Bildungsstätten in den Bundesländern Nordrhein-Westfalen, Rheinland-Pfalz, Hessen und dem Saarland mit über 13.800 Beschäftigten. Nur 2 davon befinden sich an der Gründungsstätte auf dem Waldbreitbacher Kapellenberg:
- Das Marienhaus Klinikum St. Antonius Waldbreitbach, das 1891 gegründete psychiatrische Krankenhaus (Neubau von 1983)
- Das Rosa Flesch – Tagungszentrum (unter Einbeziehung der ehemaligen Antoniuskapelle als Forum und Konzertsaal) veranstaltet Einkehrtage, Meditationskurse, Atemübungen sowie Gesprächskreise zu sozialen und theologischen Themen.

## Schöpfungspfad

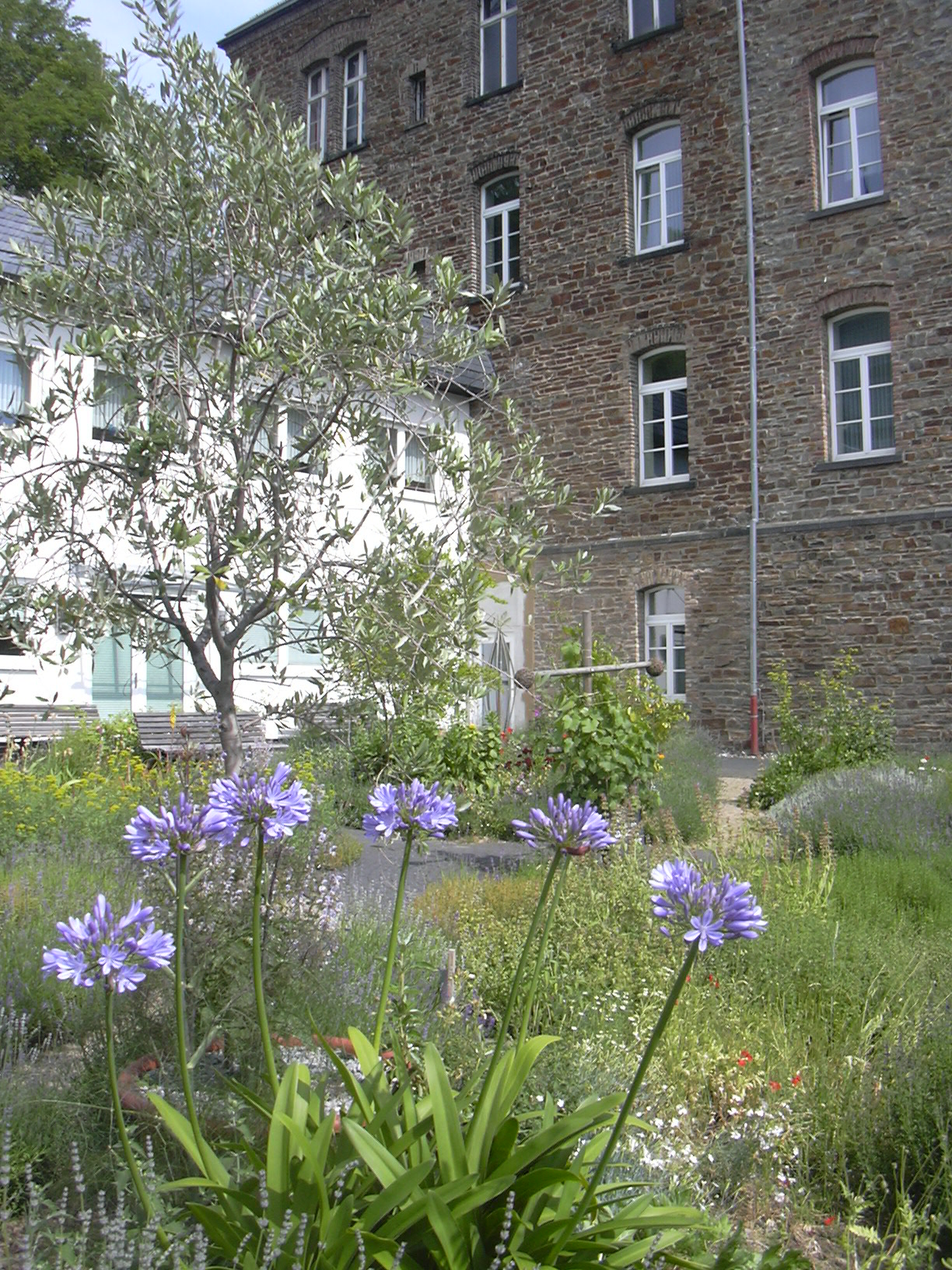
Bibelgarten mit Agapanthus, Olivenbaum und Weinrebe

2003 haben einige Waldbreitbacher Franziskanerinnen einen Rundweg um das Kloster gestaltet, der die historisch gewachsenen Streuobstwiesen (mit einem einzelnen, über 100 Jahre alten Birnbaum) sowie neu angelegte Feuchtbiotope, Pflanzen- und Kräutergärten umfasst. Das Gesamtkonzept verbindet theologische Aspekte (Respekt vor der Schöpfung Gottes) mit einem spirituellen Anspruch (Ruhe, Meditation) sowie dem Bemühen um solide Qualität der Kräuter nach biologischen Anbaumethoden.
Dabei berufen sich die Initiatorinnen auf die Doppel-Vorbildfunktion des naturnah als Wanderprediger tätigen Ordens-Stammvaters Franziskus von Assisi und der lokalen Ordensgründerin Margaretha Rosa Flesch, die sich bereits als Jugendliche mit Heilkräutern auskannte, diese sammelte und später selbst züchtete, um sie in der medizinischen Versorgung und Krankenpflege einzusetzen.
Angelegt sind ein Kräutergarten mit über 400 in Mitteleuropa heimischen Heilkräutern sowie ein Bibelgarten mit Pflanzen, die im Alten und Neuen Testament genannt sind. Obwohl das raue Westerwald-Klima nach eigener Aussage (Info-Tafel) dem Anbau der mediterranen Pflanzen Grenzen setzt, sind einige Züchtungen – beispielsweise ein kleiner Olivenbaum – gelungen. Der Weinstock in der Mitte ist als Christus-Symbol intendiert (Hinweis auf Lukas 22, 18–20).
Bis zur Jahrtausendwende wurden klostereigener Honig, Apfelsaft und Birnenmarmelade verkauft. Die Produktion ist aus Rentabilitätsgründen eingestellt. Stattdessen gibt es Kurse für Kräuteranbau, Kräuter-Wanderungen und Aktivitäten in einer Kreativ-Werkstatt (Raumgestaltung mit Naturprodukten).
Der SWR berichtete in seiner Sendung Im Grünen Rheinland-Pfalz am 22. März 2005 über diese Anlage.

## Touristische Einbindung
Der Premiumwanderweg Klosterweg, wandern für die Seele von 17 km verbindet den Rheinsteig in Rengsdorf mit dem Westerwaldsteig in Waldbreitbach.